# Xenu's Link Sleuth
Xenu hay Xenu's Link Sleuth là một chương trình máy tính kiểm tra các website để tìm các siêu liên kết bị hỏng. Xenu's Link Sleuth được phát triển bởi Tilman Hausherr và là một phần mềm sở hữu độc quyền được cung cấp miễn phí. Phần mềm được đặt theo tên của Xenu trong Khoa luận giáo.